# Ümmühan
Ümmühan ist ein türkischer weiblicher Vorname arabischer und türkischer Herkunft.

## Bedeutung
Der Name Ümmühan ist abgeleitet von arabisch umm / أم / ʾumm / ‚Mutter‘ und chān / خان / ḫān / ‚Herrscher‘ und bedeutet ‚Mutter des Herrschers‘.

## Verbreitung
Der Name kommt in Deutschland seit 2009 nachgewiesenermaßen vor. Er wird jedoch nur selten gewählt, und zwar rund 30 Mal in den letzten 10 Jahren. Ümmühan wird in Österreich seit Ende der 1990er Jahre vergeben, er ist aber nicht sonderlich beliebt. In der Schweiz tragen 16 Mädchen diesen Namen (Stand 2022). Der Name ist in den Niederlanden seit Anfang der 1970er Jahre in der Namensgebung anzutreffen, er wird alljährlich vergeben, ist aber nicht verbreitet.